# Врапци (род)
Врабац (лат. Passer) је род птица певачица (Passeriformes) из породице врабаца (Passeridae).

## Распрострањеност
Ареал распрострањења рода обухвата Стари свет, при чему већина врста живи у топлим крајевима. Неколико врста се прилагодило на присуство човека, а неке од њих су и типични примери синантропних врста.
Врапци граде мала и неуредна гнезда, која се, зависно од могућности, налазе на гранама дрвећа или у жбуњу, у природним рупама дрвећа, у зградама, или заузимају гнезда других врста птица. Величина легла је до 8 јаја, а бригу о њима воде оба родитеља (период инкубације је обично 12-14 дана).

## Опис
Врапци су обично смеђе или сиве боје. Понекад имају црно-белу шару или купасти кљун.

## Исхрана
Хране се инсектима, зрневљем, разним семеном, воћем...

## Врсте врабаца
Врсте врабаца према књизи „Приручник птица света” (Handbook of the Birds of the World (Alive)):
- Саксаулов врабац
 (Passer ammodendri)
- Обични врабац[3]
 (Passer domesticus)
- Италијански врабац
 (Passer italiae)
- Шпански врабац[3]
 (Passer hispaniolensis)
- Синдски врабац
 (Passer pyrrhonotus)
- Сомалијски врабац
 (Passer castanopterus)
- Кинески врабац
 (Passer rutilans)
- Жутотрби врабац
 (Passer flaveolus)
- Месопотамски врабац[3]
 (Passer moabiticus)
- Зеленортски врабац
 (Passer iagoensis)
- Велики врабац
 (Passer motitensis)
- Кенијски врабац
 (Passer rufocinctus)
- Кордофански врабац
 (Passer cordofanicus)
- Шелијев врабац
 (Passer shelleyi)
- Сокотрански врабац
 (Passer insularis)
- Абд-ел куријски врабац
 (Passer hemileucus)
- Капски врабац
 (Passer melanurus)
- Северни сивоглави врабац
 (Passer griseus)
- Свејнсонов врабац
 (Passer swainsonii)
- Папагајокљуни врабац
 (Passer gongonensis)
- Свахили врабац
 (Passer suahelicus)
- Јужни сивоглави врабац
 (Passer diffusus)
- Пустињски врабац
 (Passer simplex)
- Азијски пустињски врабац или Заруднијев врабац
 (Passer zarudnyi)
- Пољски врабац[3]
 (Passer montanus)
- Судански златни врабац
 (Passer luteus)
- Арапски златни врабац
 (Passer euchlorus)
- Кестењасти врабац
 (Passer eminibey)

## Симбол Београда
Врабац је један од симбола града Београда.

## Галерија
- Passer domesticus
- Passer domesticus
- Passer domesticus
- Passer domesticus
- Passer montanus
- Passer montanus
- Passer montanus